# Trade Center (Halmstad)

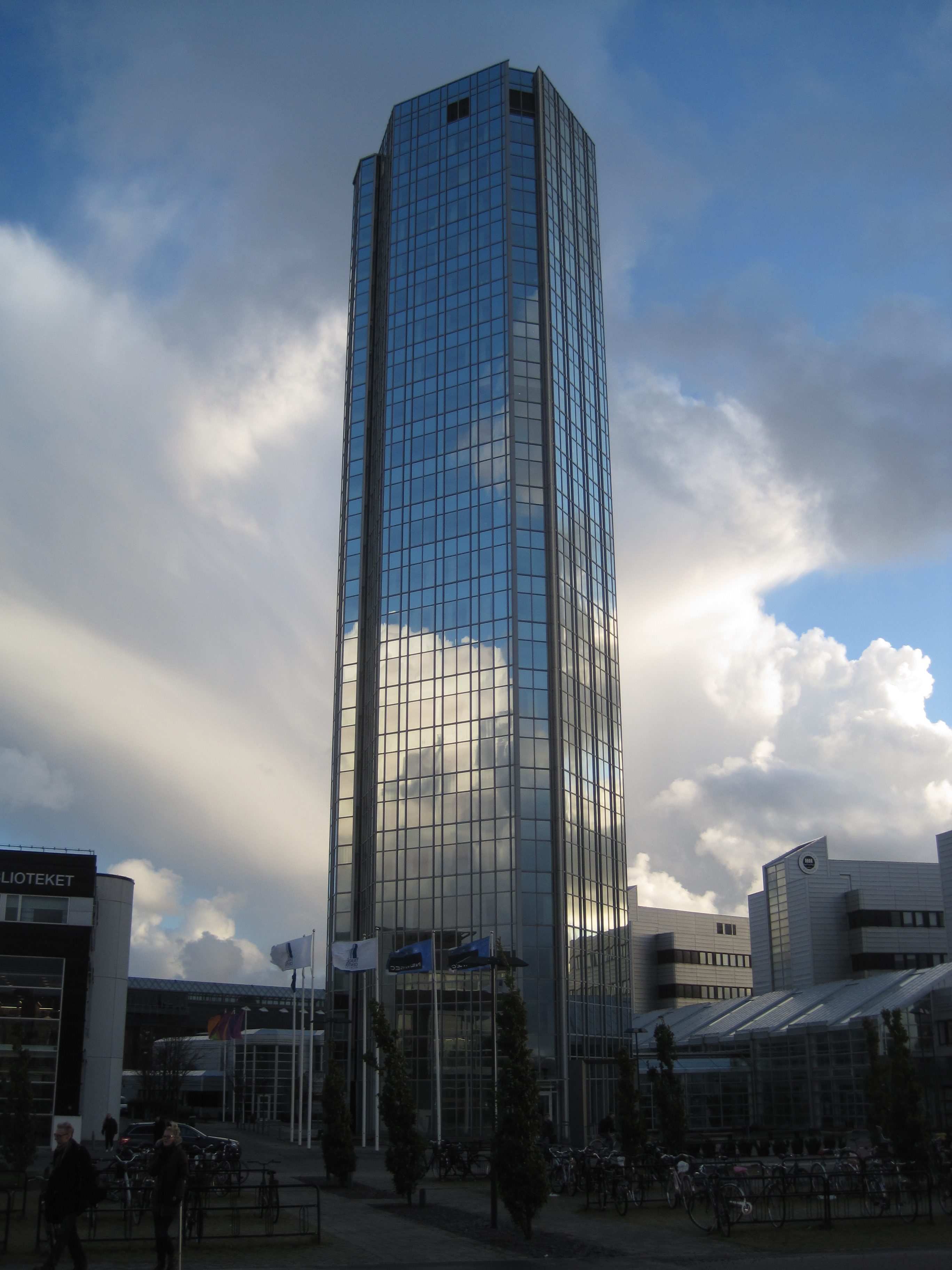
Trade Center, oktober 2011.

Trade Center är en skyskrapa i Halmstad på 73,5 meter, totalt 22 våningar. Byggnaden stod färdig 1991 och ligger i kvarteret Bærtling, i anslutning till högskolan utmed södra infartsvägen (Laholmsvägen) till centrum. Den lokala folkhumorn har döpt byggnaden till "Jörgens pinne", efter då sittande kommunordförande Jörgen Andersson. Det är den näst högsta byggnaden i Halmstad efter Viking Malts anläggning (83 meter).